# 永山在紀
永山 在紀（ながやま ありのり、1940年5月3日 - ）は、日本の実業家。南国殖産代表取締役社長を経て、同社代表取締役会長・グループCEO。元鹿児島県経営者協会会長。長崎自動車取締役、宮崎ガス取締役、日本ガス取締役、南日本銀行監査役。

## 人物・経歴
鹿児島県鹿児島市出身。1959年鹿児島市立鹿児島玉龍高等学校卒業。1965年一橋大学経済学部卒業。一橋大学ア式蹴球部出身。同年積水化学工業入社。1993年積水化学工業東京支店長。
1996年南国殖産取締役企画部長。1997年南国殖産常務取締役。1998年南九州サンクス代表取締役社長。2000年鹿児島県労働委員会委員。2004年から南国殖産代表取締役社長を務め、鹿児島市の景観まちづくり賞を受賞した南国センタービルの開発などを進めた。2006年南日本銀行監査役。
2008年鹿児島ファミリーライフサービス代表取締役社長、長崎自動車取締役、宮崎ガス取締役、日本ガス取締役。2009年鹿児島県経営者協会会長。2015年ローソン南九州取締役会長。2016年には鹿児島県知事から感謝状を授与された。2023年南国殖産代表取締役会長・グループCEO（最高経営責任者）。

## 親族
上野喜左衛門（南国殖産代表取締役社長や参議院議員などを歴任）は伯父。上野喜一郎（元南国殖産代表取締役社長）は従兄。